# Colle Bettaforca
Il Colle Bettaforca (Bättfòrkò in Titsch - pron. AFI: [bɛtfɔʁko]) (2.672 m s.l.m.) è un valico alpino nelle Alpi Pennine che unisce la Valle del Lys con la Val d'Ayas nella Valle d'Aosta.

## Toponimia
Il toponimo Bettaforca altro non è che l'italianizzazione del termine Bättforko, che significa Colle di Bätt nel dialetto titsch di Gressoney-La-Trinité. Di conseguenza, la dicitura Colle Bettaforca è in realtà una ripetizione.

## Caratteristiche

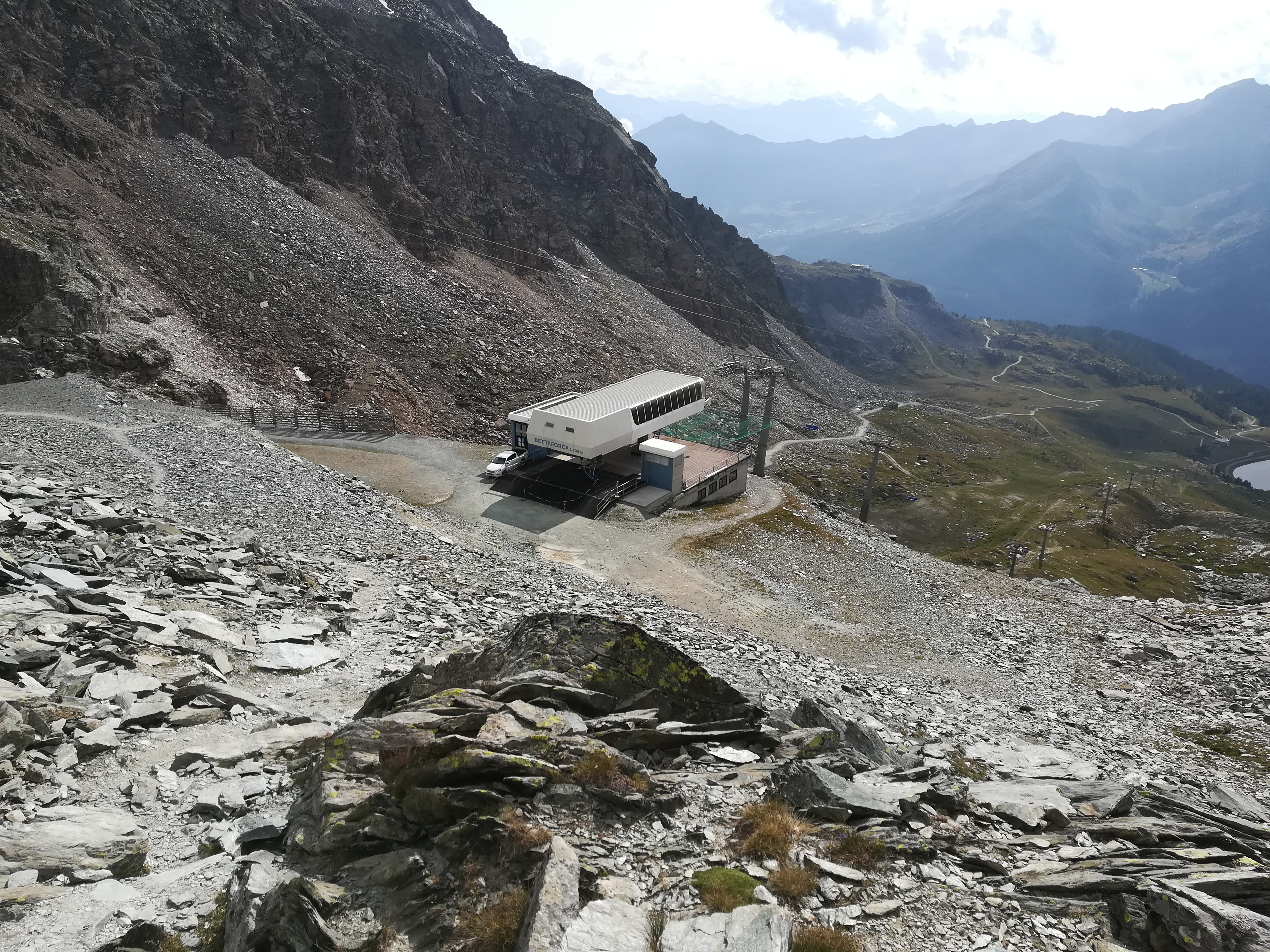
Impianti di risalita dalla val d'Ayas al colle della Bettaforca.

Dal punto di vista orografico il colle separa il Massiccio del Monte Rosa (a nord) dai Contrafforti valdostani del Monte Rosa (a sud).
Storicamente è stata un'importante via di comunicazione. Si discute se i Walser nel XIII secolo siano arrivati nella valle del Lys tramite il Colle del Lys oppure attraverso la strada più lunga ma più facile del colle del Teodulo, colle superiore delle Cime Bianche e colle Bettaforca.
Il colle è raggiunto da impianti a fune sia partendo da Stafal, frazione di Gressoney-La-Trinité e sia da Champoluc, frazione di Ayas. Si inserisce così nel grande comprensorio sciistico Monterosa Ski.
Costituisce il punto di partenza per accedere al Rifugio Quintino Sella al Felik. Si trova inoltre lungo il tragitto del Tour del Monte Rosa ed è transitabile attraverso una strada sterrata militare, normalmente chiusa alla circolazione stradale.